# Rablay-sur-Layon
Rablay-sur-Layon és un municipi francès situat al departament de Maine i Loira i a la regió de País del Loira. L'any 2007 tenia 721 habitants.

## Demografia

### Població
El 2007 la població de fet de Rablay-sur-Layon era de 721 persones. Hi havia 276 famílies de les quals 66 eren unipersonals (41 homes vivint sols i 25 dones vivint soles), 78 parelles sense fills, 107 parelles amb fills i 25 famílies monoparentals amb fills.
La població ha evolucionat segons el següent gràfic:
Habitants censats

### Habitatges
El 2007 hi havia 322 habitatges, 280 eren l'habitatge principal de la família, 25 eren segones residències i 17 estaven desocupats. 297 eren cases i 26 eren apartaments. Dels 280 habitatges principals, 205 estaven ocupats pels seus propietaris, 72 estaven llogats i ocupats pels llogaters i 3 estaven cedits a títol gratuït; 3 tenien una cambra, 13 en tenien dues, 31 en tenien tres, 55 en tenien quatre i 178 en tenien cinc o més. 227 habitatges disposaven pel capbaix d'una plaça de pàrquing. A 111 habitatges hi havia un automòbil i a 144 n'hi havia dos o més.

### Piràmide de població
La piràmide de població per edats i sexe el 2009 era:
| Homes | Edats   | Dones |
| ----- | ------- | ----- |
| 0     | 95 o +  | 0     |
| 0     | 90 a 94 | 4     |
| 0     | 85 a 89 | 4     |
| 8     | 80 a 84 | 8     |
| 12    | 75 a 79 | 12    |
| 8     | 70 a 74 | 28    |
| 8     | 65 a 69 | 12    |
| 8     | 60 a 64 | 8     |
| 8     | 55 a 59 | 8     |
| 32    | 50 a 54 | 28    |
| 24    | 45 a 49 | 20    |
| 16    | 40 a 44 | 12    |
| 24    | 35 a 39 | 32    |
| 36    | 30 a 34 | 24    |
| 20    | 25 a 29 | 24    |
| 16    | 20 a 24 | 8     |
| 8     | 15 a 19 | 20    |
| 32    | 10 a 14 | 8     |
| 40    | 5 a 9   | 28    |
| 32    | 0 a 4   | 36    |

## Economia
El 2007 la població en edat de treballar era de 455 persones, 365 eren actives i 90 eren inactives. De les 365 persones actives 335 estaven ocupades (183 homes i 152 dones) i 30 estaven aturades (15 homes i 15 dones). De les 90 persones inactives 28 estaven jubilades, 33 estaven estudiant i 29 estaven classificades com a «altres inactius».

### Ingressos
El 2009 a Rablay-sur-Layon hi havia 284 unitats fiscals que integraven 770,5 persones, la mediana anual d'ingressos fiscals per persona era de 17.763 €.

### Activitats econòmiques
Dels 15 establiments que hi havia el 2007, 1 era d'una empresa de fabricació d'altres productes industrials, 2 d'empreses de construcció, 3 d'empreses de comerç i reparació d'automòbils, 2 d'empreses d'hostatgeria i restauració, 1 d'una empresa d'informació i comunicació, 1 d'una empresa immobiliària, 4 d'empreses de serveis i 1 d'una entitat de l'administració pública.
Dels 4 establiments de servei als particulars que hi havia el 2009, 2 eren lampisteries i 2 restaurants.
L'any 2000 a Rablay-sur-Layon hi havia 17 explotacions agrícoles.

## Equipaments sanitaris i escolars
El 2009 hi havia una escola elemental.

## Poblacions més properes
El següent diagrama mostra les poblacions més properes.